# Con la duda
A Con la duda (spanyol, magyar fordításban: „Kétségek közt”) egy exkluzív, promóciós kislemez Thalía első, Primera fila című akusztikus albumáról, amely 2010. április 25-én jelent meg az iTunes-on, és április 29-én mutatták be élőben a Latin Zenei Billboard-díjátadón Puerto Ricóban. Szerzője a Joan Sebastian művésznéven ismert mexikói énekes, José Manuel Figueroa, akivel Thalía duettben adja elő a dalt. Stílusára nézve az amerikai countryzene és a mexikói grupera jegyeit ötvözi. A dalhoz videóklip is készült, amely a koncertfelvételt tartalmazza, néhány bevágott, kulisszák mögötti jelenettel.

## Külső hivatkozások
- Con la duda az iTunes-on
- Con la duda. YouTube